# Bombina maxima
Bombina maxima är en groddjursart som först beskrevs av George Albert Boulenger 1905.  Bombina maxima ingår i släktet Bombina och familjen Bombinatoridae. Inga underarter finns listade.

## Bildgalleri

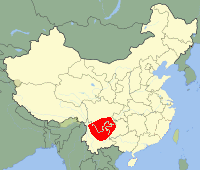
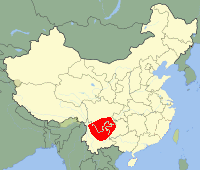